# Acantholabus malaisei
Acantholabus malaisei là một loài tò vò trong họ Ichneumonidae.